# Парагулд (Арканзас)
Парагулд (англ. Paragould, Arkansas) — город, расположенный в округе Грин (штат Арканзас, США) с населением в 24 505 человек по статистическим данным 2007 года.
Город является административным центром округа Грин.
Название города происходит по началам фамилий магнатов — Дж. У. Парамора и Джея Гулда — владельцев двух железнодорожных систем, ветки которых пересеклись на месте будущего поселения Парагулд.

## Демография
| Год  | Численность |
| ---- | ----------- |
| 1900 | 3300        |
| 1940 | 7100        |
| 1950 | 9700        |
| 1960 | 9900        |
| 1970 | 10 600      |
| 1980 | 15 200      |
| 1990 | 18 500      |
| 2000 | 22 000      |

По данным переписи населения 2007 года в Парагулда проживало 22 017 человек, 6133 семьи, насчитывалось 8941 домашнее хозяйство и 9789 жилых домов. Средняя плотность населения составляла около 274,5 человек на один квадратный километр. Расовый состав Парагулда по данным переписи распределился следующим образом: 97,87 % белых, 0,04 % — чёрных или афроамериканцев, 0,42 % — коренных американцев, 0,22 % — азиатов, 0,02 % — выходцев с тихоокеанских островов, 0,86 % — представителей смешанных рас, 0,56 % — других народностей. Испаноговорящие составили 1,33 % от всех жителей города.
Из 8941 домашних хозяйств в 31,9 % — воспитывали детей в возрасте до 18 лет, 53,7 % представляли собой совместно проживающие супружеские пары, в 11,4 % семей женщины проживали без мужей, 31,4 % не имели семей. 27,5 % от общего числа семей на момент переписи жили самостоятельно, при этом 13,0 % составили одинокие пожилые люди в возрасте 65 лет и старше. Средний размер домашнего хозяйства составил 2,40 человек, а средний размер семьи — 2,92 человек.
Население города по возрастному диапазону по данным переписи 2000 года распределилось следующим образом: 24,8 % — жители младше 18 лет, 9,6 % — между 18 и 24 годами, 28,0 % — от 25 до 44 лет, 21,7 % — от 45 до 64 лет и 15,8 % — в возрасте 65 лет и старше. Средний возраст жителей составил 36 лет. На каждые 100 женщин в Парагулде приходилось 90,7 мужчин, при этом на каждые сто женщин 18 лет и старше приходилось 86,9 мужчин также старше 18 лет.
Средний доход на одно домашнее хозяйство в городе составил 30 815 долларов США, а средний доход на одну семью — 39 431 доллар. При этом мужчины имели средний доход в 28 103 доллара США в год против 20 623 доллара среднегодового дохода у женщин. Доход на душу населения в городе составил 18 076 долларов в год. 8,4 % от всего числа семей в округе и 12,0 % от всей численности населения находилось на момент переписи населения за чертой бедности, при этом 12,1 % из них были моложе 18 лет и 12,1 % — в возрасте 65 лет и старше.

## География и климат
По данным Бюро переписи населения США город Парагулд имеет общую площадь в 80,29 квадратных километров, из которых 79,77 кв. километров занимает земля и 0,52 кв. километров — вода. Площадь водных ресурсов округа составляет 0,65 % от всей его площади.
Парагулд расположен на высоте 92 метра над уровнем моря. Климат города характеризуется, как субтропический океанический (префикс «Cfa» по системе классификации климатов Кёппена).
| Показатель                    | Янв. | Фев. | Март  | Апр.  | Май  | Июнь | Июль | Авг. | Сен. | Окт.  | Нояб. | Дек.  | Год    |
| ----------------------------- | ---- | ---- | ----- | ----- | ---- | ---- | ---- | ---- | ---- | ----- | ----- | ----- | ------ |
| Средний суточный максимум, °C | 6,1  | 10   | 15    | 20,6  | 25,6 | 30   | 32,2 | 31,7 | 27,8 | 22,8  | 14,4  | 8,9   | 20,6   |
| Средний суточный минимум, °C  | −3,3 | −1,1 | 4,4   | 10    | 15   | 19,4 | 21,7 | 20,6 | 16,7 | 9,4   | 3,9   | −0,6  | 9,4    |
| Норма осадков, мм             | 88,6 | 89,4 | 125,2 | 129,5 | 126  | 99,8 | 80,8 | 73,7 | 80,5 | 101,6 | 135,9 | 123,7 | 1254,8 |

## Известные уроженцы и жители

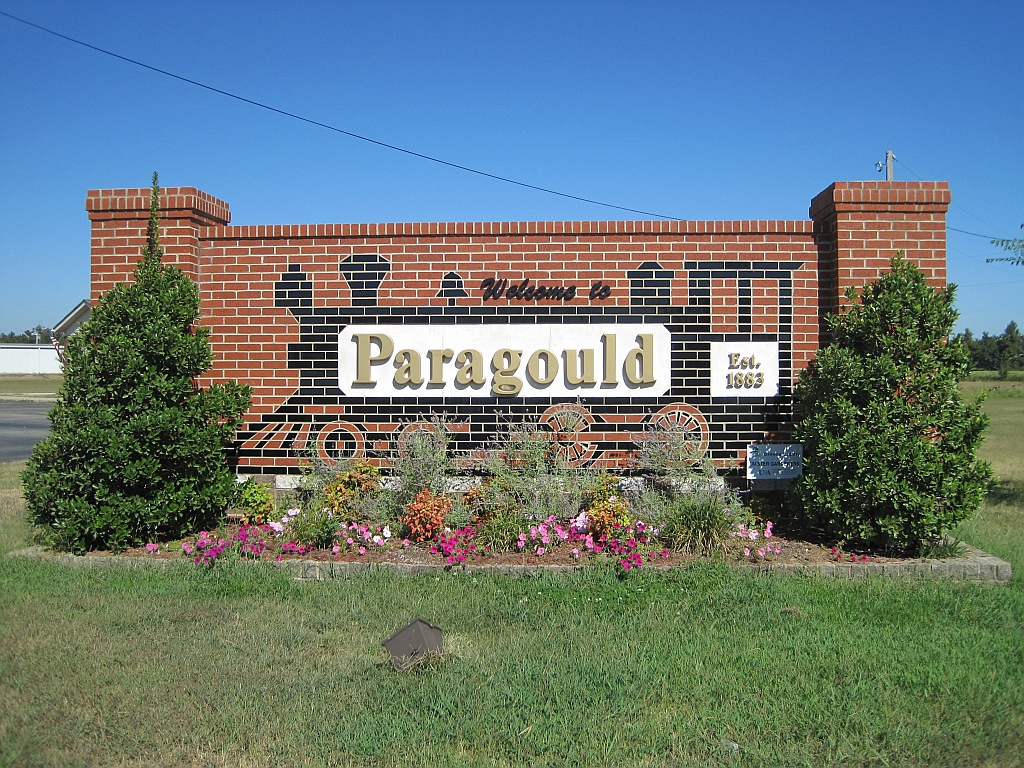
Знак на въезде в город

- Мартин Стюарт (р. 1918) — игрок Главной лиги бейсбола;
- Уэлдон Боулин (р. 1940) — игрок Главной лиги бейсбола;
- Фрэнк Нэш — банковский грабитель, участник Канзасской резни 17 июня 1933 года. Долгое время жил в Парагулде, похоронен на местном кладбище;
- Джинн Кармен — пинап-актриса 1950-х, родилась в Парагулде.